# Bussières (Yonne)
Bussières é uma comuna francesa na região administrativa de Borgonha-Franco-Condado, no departamento de Yonne. Estende-se por uma área de 11,62 km². Em 2010 a comuna tinha 126 habitantes (densidade: 10,8 hab./km²).